# Maurice Darney
Maurice Darney (1882-1958) fue un astrónomo y sélénografo francés.

## Trabajos
Astrónomo especializado en selenografía, Darney trabajó durante muchos años en el Observatorio de París, así como en el Observatorio de Meudon. Estudió sobre todo la topografía de los Montes Caucasus, cuyos resultados publicó en la revista L'Astronomie en 1922.  Igualmente estudió el Mare Imbrium en la revista especializada "Ciel et Terre" de la Sociedad Belga de Astronomía en 1935. También analizó la forma topográfica de numerosos cráteres de impacto lunares. Así mismo, estudió la actividad solar y las famosas manchas solares.
Maurice Darney colaboró con los astrónomos Gabriel Delmotte, Félix Chemla Lamèch y Arthur Pierot.
Publicó un libro de astronomía titulado "Séléno", uno de cuyos ejemplares está depositado en la Sociedad de Astronomía de Francia.

## Reconocimientos
- En 1935 la Unión Astronómica Internacional atribuyó el nombre de Darney a un cráter lunar.